# Paul Heller
Paul Heller (* 21. April 1971 in Jülich) ist ein deutscher Jazz-Saxophonist (Hauptinstrument Tenorsaxophon), Komponist und Arrangeur.

## Leben und Wirken
Heller ist der Sohn von Ingmar und Ulla Heller, sein älterer Bruder ist Ingmar Heller.
Er studierte von 1990 bis 1994 an der Hochschule für Musik Köln bei Wolfgang Engstfeld. 1987–1988 spielte er im Jugendjazzorchester NRW und von 1989 bis 1991 im Bundesjazzorchester unter der Leitung von Peter Herbolzheimer.
1990 begann Heller als professioneller Musiker zu arbeiten und spielte in den Big Bands von Thilo Berg, Jeff Cascaro,
Ansgar Striepens/Ed Partyka, in der Bobby Burgess Big Band Explosion, dem Brussels Jazz Orchestra und war seit der Gründung im Jahr 1994 Mitglied in Bob Brookmeyers New Art Orchestra. Ebenso spielte er mit so unterschiedlichen Musikerpersönlichkeiten wie Steve Swallow, Adam Nussbaum, Al Foster, Johnny Griffin, Roman Schwaller, Dusko Goykovich, Eddie Gomez, Volker Kriegel, Bennie Wallace, Ack van Rooyen (90, 2021), Kenny Werner, John Engels, Walter Norris, Jasper van’t Hof, Charly Antolini, Joanne Brackeen und mit seiner Frau, der niederländischen Jazzsängerin Fay Claassen. Mit Jörg Engels leitete er die Gruppe Interception (mit Kris Goessens, Ingmar Heller und John Hollenbeck). Seit 2005 ist er Mitglied der WDR Big Band Köln.
Im Auftrag des Goethe-Instituts unternahm Heller ausgedehnte Tourneen durch die Türkei, Mexiko, Sri Lanka, Indien und Bangladesch.
Als Lehrer wird er zu vielen Jazzworkshops beispielsweise nach Inzigkofen, Unna, Koblenz, Jena oder Dortmund eingeladen. Von 2000 bis 2005 war Heller Hauptfachdozent für Jazzsaxophon an der Johannes-Gutenberg-Universität Mainz.

## Aufnahmen
Unter eigenem Namen veröffentlichte Heller seit 1994 acht CDs (u. a. auf Mons Records) mit unter anderem Ack van Rooyen, Roberto Di Gioia, Franco Ambrosetti, Adam Nussbaum, Wolfgang Haffner, Achim Kaufmann, John Hollenbeck, Al Foster, Simon Nabatov, Michael Abene und seinem Bruder Ingmar Heller.
Als Sideman und Co-Leader ist Paul Heller auf über 70 CDs und in unzähligen Radio- und TV-Produktionen vertreten.

## Auszeichnungen und Preise
1983 gewann Paul Heller als Schlagzeuger, damals zwölfjährig, den ersten Preis beim Landeswettbewerb „Jugend jazzt“, NRW. Zwei weitere erste Preise folgten 1985, und als Saxophonist im Jahr 1986, 1995 und 1998 erhielt Paul Heller den ersten Preis beim „Internationalen Kompositionswettbewerb von Monaco“. 1996 bekam er den Förderpreis des Landes Nordrhein-Westfalen für Musik.